# Клименко Зоя Сергіївна
Зоя Сергіївна Клименко (нар. 5 серпня 1924, Візінга — 15 вересня 2007) — українська і радянська лікарка-акушерка, кандидат медичних наук з 1972 року, почесна громадянка Херсона.

## Біографія
Народилася 5 серпня 1924 року в селі Візінзі (тепер Сисольський район Республіки Комі, РФ). 1945 року закінчила Ярославський медичний інститут і два роки працювала в місті Глухові ординаторкою терапевтичного відділення, потім — завідувачкою пологового відділення.
З 1947 року в Херсоні. Обіймала посаду головного лікаря Херсонського обласного санаторію вагітних та годуючих матерів. Працювала під керівництвом Галини Деонісіївни Сафроненко. З 1949 по 1952 рік була лікаркою-ординаторкою Херсонського пологового будинку № 1, працювала у жіночій консультації. У 1952—1954 роках виконувала обов'язки ординаторки акушерсько-гінекологічного відділення Херсонської міської лікарні № 2 імені М. С. Урицького, з 1954 по 1957 рік займала посаду завідувачки гінекологічного відділення міської лікарні № 2 імені М. С. Урицького. У 1957—1959 роках завідувала хірургічним відділенням пологового будинку № 1. З 1959 по 1997 рік — головий лікар пологового будинку № 1; головний гінеколог відділу охорони здоров'я Херсонського міського виконавчого комітету. У 1997 році пішла з посади і працювала завідувачкою гінекологічного відділення та у 1998—2007 роках — завідувала денним стаціонаром пологового будинку Суворовського району Херсона.
Померла 15 вересня 2007 року.

## Відзнаки
- відзначена нагрудним знаком «Відмінник охорони здоров'я» (1956)[1];
- нагороджена орденами «Знак пошани» (1966), Трудового Червоного Прапора (1981) та орденом княгині Ольги ІІІ ступеня (1998);
- «Заслужений лікар УРСР» (1971)[1];
- Почесна громадянка міста Херсона (рішення сесії Херсонської міської ради народних депутатів XXII скликання № 93 від 9 липня 1996 року)[2].

## Вшанування пам'яті
В 2010 році пологовому будинку в Херсоні, яким вона керувала, присвоєно її ім'я, а при вході в нього (вулиця Гоголя, 1) відкрито меморіальну дошку на її честь.